# Arène (géologie)

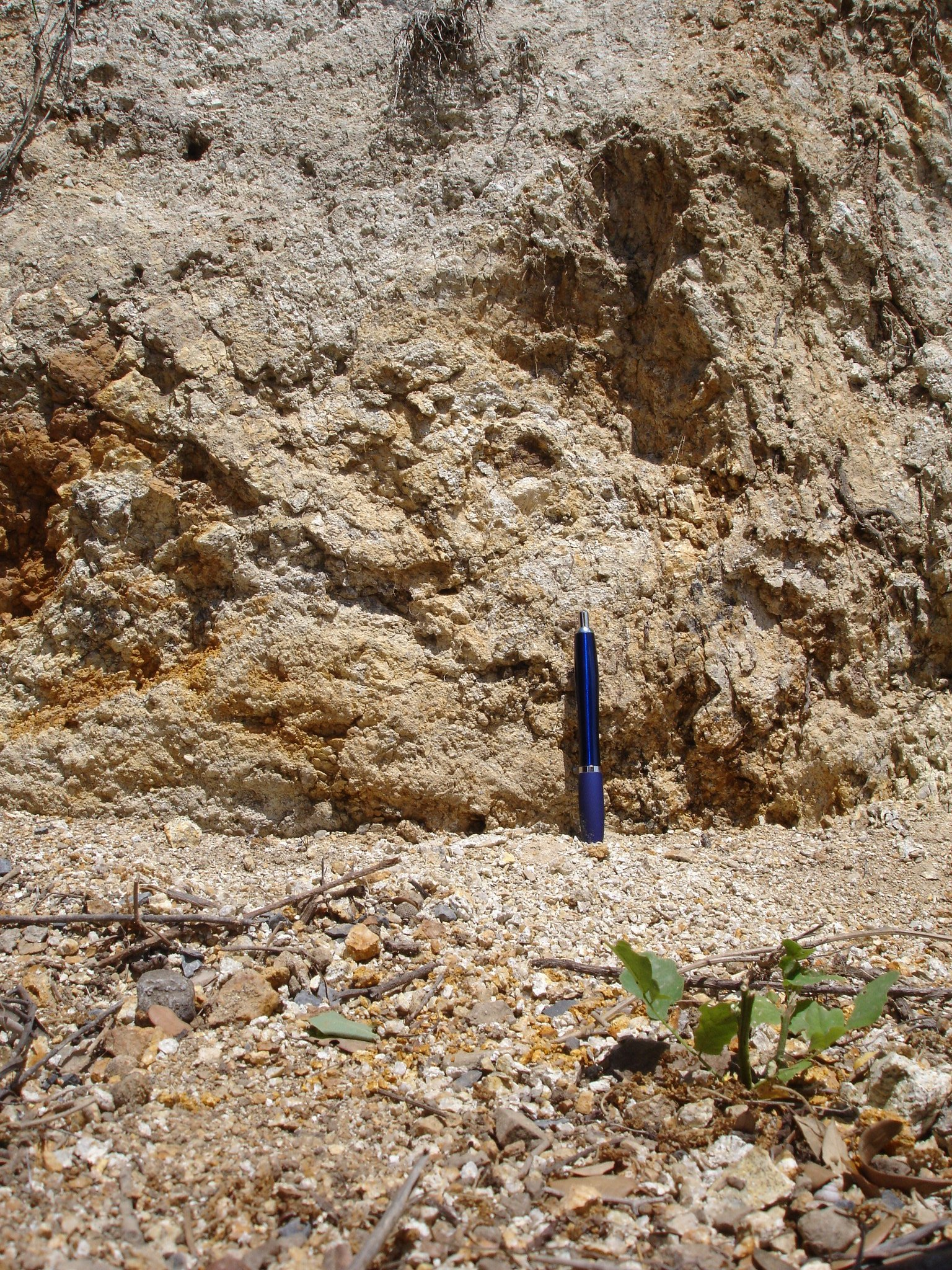
Au premier plan : Arène granitique.
Au second plan : Granite très altéré.

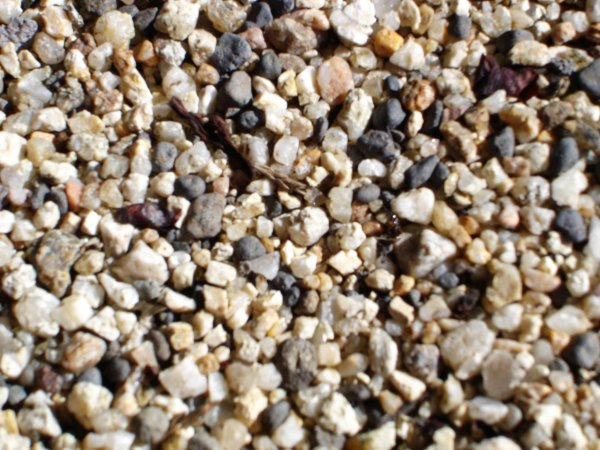
Gore pâle.

Pour les articles homonymes, voir Arène (homonymie) et gore.
L'arène (du latin arena, sable), aussi appelé gore ou gorrhe (orthographe en vigueur dans le Beaujolais), est un sable grossier formant une roche sédimentaire meuble, souvent de couleur ocre en raison de présence d'oxyde de fer.
Elle est issue de l'arénisation, altération in situ de roches magmatiques ou métamorphiques riches en quartz (en particulier les granites et leur évolution métamorphique, les gneiss) due au contact permanent des eaux de lessivage qui exploitent les lignes de faiblesse de ces roches (plans de schistosité, joints, diaclases). L'altération des feldspaths et des micas se produit sous la surface (formation de minéraux néo-formés tels que les argiles) et peut déboucher sur la création de cuvettes en lieux et places de massifs granitiques, et/ou, sur le littoral, au nourrissage de plages de sable clair car composés presque uniquement de grains de quartz peu altérables.
L'arénisation de roches carbonatées riches en grains de quartz conduit également à la formation d'arènes. La dissolution différentielle qui dépend de la composition plus ou moins dolomitique de la roche (dolomie CaMg(CO3)2 beaucoup moins soluble que le calcaire Ca(CO3)) conduit à des topographies pittoresques (reliefs ruiniformes).
Ce sable ni transporté, ni érodé car resté très proche de sa source, est constitué de grains anguleux. Les arènes granitiques sont des formations résiduelles (ou altérites) constituées d'une «pâte» ou «poudre» argileuse rouge (car colorée par les oxydes de fer) non soluble, enrobant de nombreux grains de quartz inaltérés et peu de cristaux de feldspath et micas non encore décomposés.
Ce matériau, qui se compacte à la pression, est souvent utilisé comme revêtement des aires ou allées.
En gisement, l'arène granitique (roche meuble) peut être surmontée d'une strate argileuse de couleur rouille. Cette couleur rouge-marron est due à l'altération des feldspaths et des micas en silicate d'alumine hydraté et oxydes de fer. Plus ou moins épaisse tandis qu'elle surmonte le granite altéré (roche friable : granite « pourri » blanchâtre dû à la présence de cristaux de quartz blanc), le granite diaclasé, et le granite sain  représentant une couche allant de quelques centimètres à plusieurs mètres d'épaisseur. On la trouve dans le Massif armoricain, les Vosges, les Ardennes et dans le Massif central (Auvergne, Bourbonnais, région de Lyon, etc.). Dans la couche d'arène granitique peuvent se trouver incluses de nombreuses boules de granite non arénisé (roche cohérente).
Le sol correspondant est de type acide, filtrant et assez pauvre. Il est apprécié des viticulteurs.

## Étymologie
Ce mot est dérivé du latin arena, qui signifie sable.

## L'arénisation: exemple de la formation d'un chaos granitique
L'arénisation correspond à la formation d'une arène par désagrégation des feldspaths et altération des micas au contact permanent avec l'eau. Cette arénisation se fait donc nécessairement en profondeur et son action est d'autant plus importante dans les zones de climat tempéré où les processus de gélifraction et d'altération coexistent avec une action importante.
La suite de cet article s'intéresse au devenir d'un pluton allochtone au stade où il est proche de la surface, sans être à l'affleurement, il décrit son évolution jusqu'à ce qu'il arrive à la surface.

### L'eau comme agent d'érosion majeur
Le processus d'arénisation fait majoritairement appel aux propriétés d'érosion chimique de l'eau qui altère la roche-mère en s'infiltrant au travers de réseaux de diaclases, .
Au contact de l'eau d'infiltration, le matériel plutonique, dont la composition est semblable à celle d'un granite, voit certains de ses minéraux constituants subir une hydrolyse. C'est le cas principalement des phyllosilicates, des plagioclases, voire des orthoclases. On peut, en simplifiant, dire que les minéraux essentiels présentent une vulnérabilité à l'altération croissante suivant l'ordre de la cristallisation de Bowen. Plus un minéral cristallise dans des conditions de température et de pression élevées, plus il est éloigné de ses conditions de stabilité en se rapprochant de la surface (la température et la pression diminuent) et donc plus il se trouve dans un état de métastabilité. Les plagioclases calciques sont donc altérés plus rapidement par l'eau que les plagioclases sodiques, etc. Cette hydrolyse engendre une déstabilisation des réseaux cristallins et fait s'effondrer l'édifice de la charpente atomique constituant les minéraux pour donner des argiles.
Les minéraux plus résistants à l'altération (comme l'orthoclase et le quartz) forment des grains individualisés, pris dans une pâte argileuse, la roche ayant perdu sa cohésion avec la transformation de minéraux en argiles. Ce processus qui s'appelle la désagrégation  donne naissance à l'arène granitique.

### L'altération en boule
Il s'agit ici d'une des explications permettant d'obtenir une altération en boule. Cette partie n'est donc pas exhaustive.
Les processus de refroidissement des magmas engendrent des fractures qui se forment de façon perpendiculaire à l'interface entre ce dernier et l'encaissant. Un phénomène de rétractation thermique se produit (la matière en cristallisant passe d'un état désordonné à ordonné, faisant diminuer son volume), et provoque une facturation centripète de la roche (le principe est analogue à celui qui permet d'obtenir les orgues basaltiques). En imaginant que la chambre magmatique soit réalimentée au cours de son refroidissement, des phénomènes d'inflation et de déflation du volume magmatique, produisent une fracturation centrifuge de la roche, parallèle à la surface morphologique du pluton. En couplant ces deux évènements, on obtient donc un réseau perpendiculaire de diaclases découpant la roche en volumes parallélépipèdiques décimétriques à métriques, par lequel l'eau pourra pénétrer lors des précipitations.
Au fil du temps, les eaux d'infiltrations vont altérer ces blocs, leurs surfaces spécifiques diminuent, les angles s'érodent. La sphère étant l'objet géométrique permettant d'obtenir le plus gros volume avec le moins de surface spécifique, l'altération des parallélépipèdes tend vers un objet sphérique.

### Dénudationdu complexe granitique

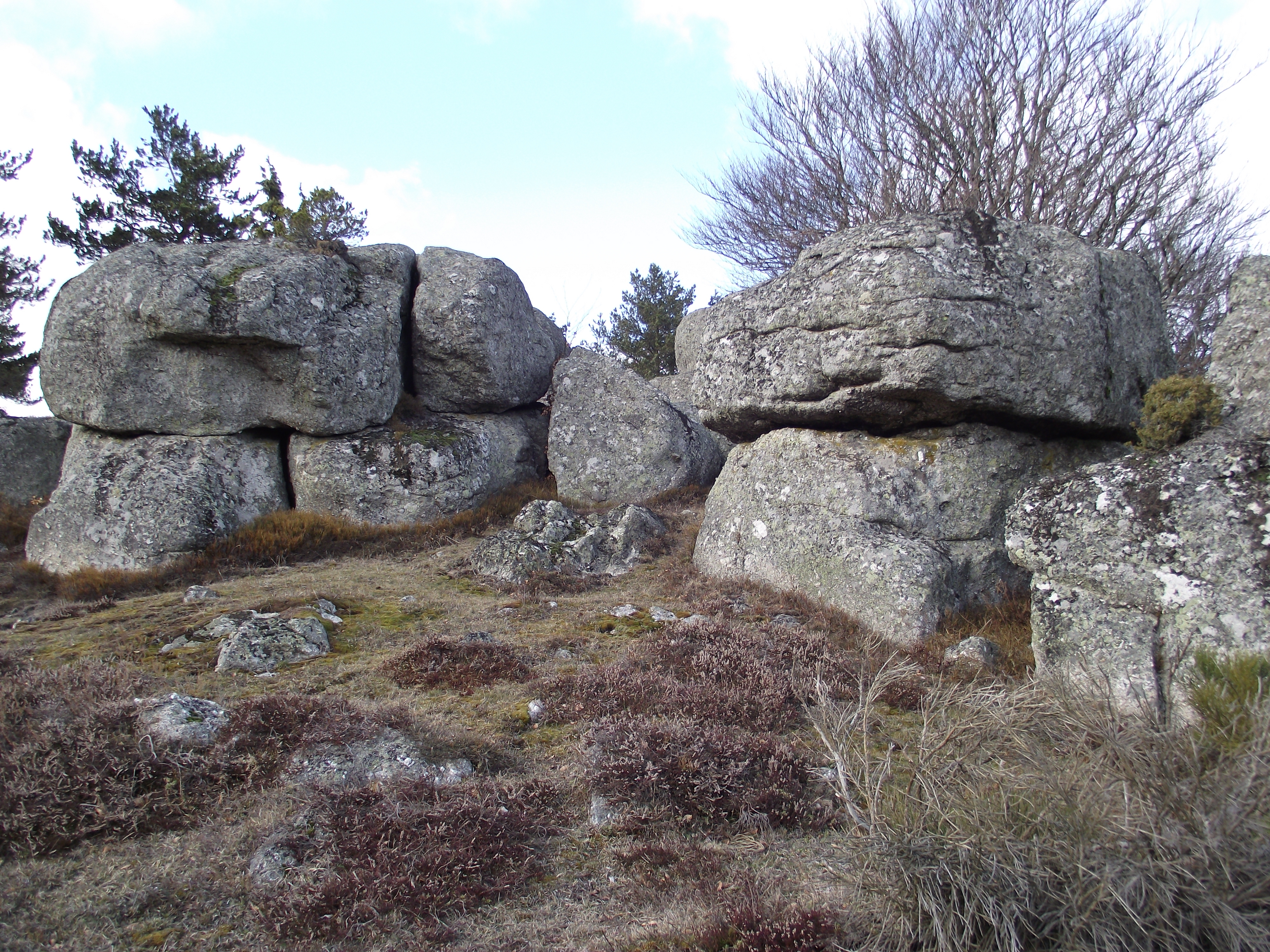
Chaos granitique.

Les temps géologiques avançant, les périodes de bio-rhexistasie se succèdent, le pluton qui était à quelques mètres de la surface apparaît à l'affleurement. Les eaux de ruissellement emportent alors avec elles les argiles et même l'arène granitique, libérant alors les boules de granite. On peut ainsi décrire l'une des successions d’événements possibles faisant intervenir l'arénisation du granite et aboutissant à la formation d'un chaos.

## Culture
Les sols d'arène sont très pauvres mais peuvent toutefois être adaptés à la culture de la vigne (et notamment de certains cépages comme le gamay, typique du Beaujolais) ou de certaines plantes comme les plantes carnivores. En effet, l’arène granitique est bien moins propice aux moisissures et autres maladies fongiques et ne se dégrade que peu au fil du temps. Selon certaines observations, l’arène granitique permettrait d’avoir des plantes plus colorées. On peut citer l'exemple des hortensia qui donnent des fleurs bleues sur ce type de sol du fait de la haute teneur en fer de l'arène.[réf. nécessaire]